# TV Typewriter
El TV Typewriter (La máquina de escribir de TV) era un terminal de video que podía exhibir en un televisor estándar 2 páginas de 16 líneas con 32 caracteres en mayúscula cada una. El diseño, realizado por el inventor e ingeniero estadounidense Don Lancaster apareció en la portada de la revista Radio-Electronics en septiembre de 1973. La revista incluyó una descripción de 6 páginas del diseño pero los lectores podían solicitar por correo un folleto de 16 páginas con los detalles de construcción. Radio-Electronics vendió miles de copias por $2,00 cada una. El TV Typewriter es considerado un hito en la revolución del computador doméstico junto con los computadores Mark-8 y el Altair 8800.

## TVT I

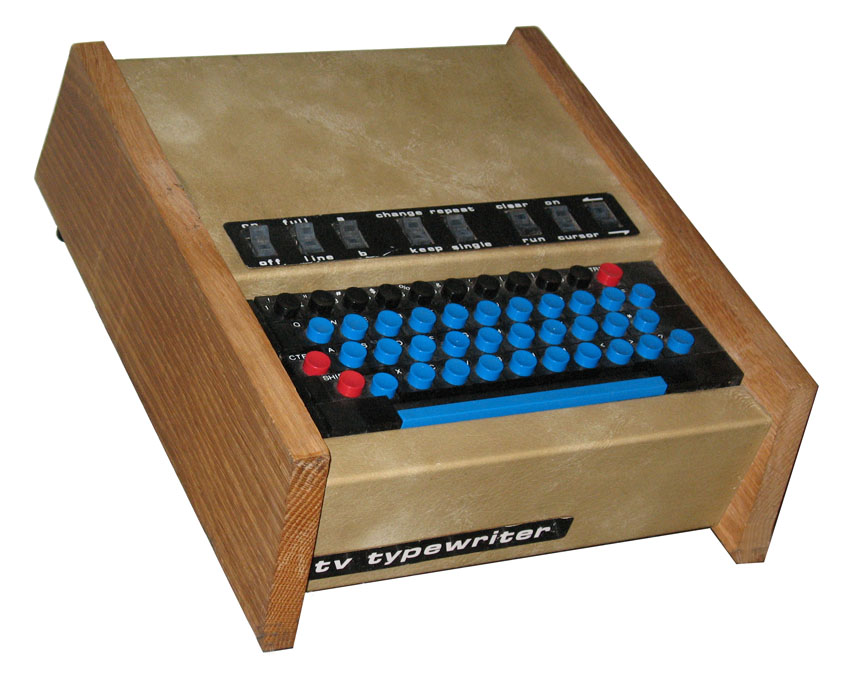
El prototipo del TV Typewriter de Don Lancaster.

Don Lancaster era un ingeniero de la empresa estadounidense Goodyear Aerospace quien diseñaba pantallas de video de alta resolución para los militares. Lancaster era también un prolífico autor de proyectos de aficionados a la electrónica para las revistas Popular Electronics y Radio-Electronics. Estos proyectos de video le dieron a este inventor la inspiración para su proyecto más influyente, el TV Typewriter. El diseño usó dispositivos de lógica TTL y memoria de registro de desplazamiento, ya que los microprocesadores y los dispositivos de memoria RAM eran recientes y muy costosos. Mientras que los terminales computacionales profesionales costaban más de $1000, este kit de $120 se veía como una oferta. Southwest Technical Products vendió el conjunto de las tarjetas de circuito impreso por $27 y los ocho circuitos integrados principales por $49,50. El aficionado tenía que adquirir el resto de los componentes por su propia cuenta.
En la edición de noviembre de 1973 de Popular Electronics, los redactores se disculparon por los retardos en el envío de los folletos del TV Typewriter a los millares de lectores que los solicitaron. También presentaron una lista de proveedores de partes electrónicas por la dificultad de conseguirlas. Don Lancaster también contestó a una serie de preguntas de los lectores y suministró ideas de funciones adicionales y usos para el TV Typewriter. La edición de diciembre tenía una página de corrección para el folleto del TV Typewriter. Tanto la lista como las ideas de Lancaster fueron incluidas en impresiones posteriores del folleto.
El diseño compacto y el trazado complejo del circuito hicieron del TV Typewriter un proyecto desafiante para los aficionados. Pero muchos terminaron el proyecto y algunos, incluso, lo conectaron a sus computadores basados en el microprocesador Intel 8008. En la edición de abril de 1975, el boletín de noticias Micro-8 Newsletter tenía 6 páginas con modificaciones de los usuarios y diseños de interfaces para conectar al TV Typewriter con los computadores Mark-8 o SCELBI. El diseño original no incluyó una interfaz serial, una conexión de módem, o un almacenamiento de datos fuera de línea en cinta de casete, que era lo usual en ese momento. Don Lancaster escribió acerca de esto en la edición de septiembre de 1975 de la revista Byte y en su libro TV Typewriter Cookbok (Recetario del TV Typewriter). El diseño de una tarjeta de interfaz serial diseñada por Roger Smith fue publicado en la edición de enero de 1975 de la revista Radio Electronics.

## Teclados

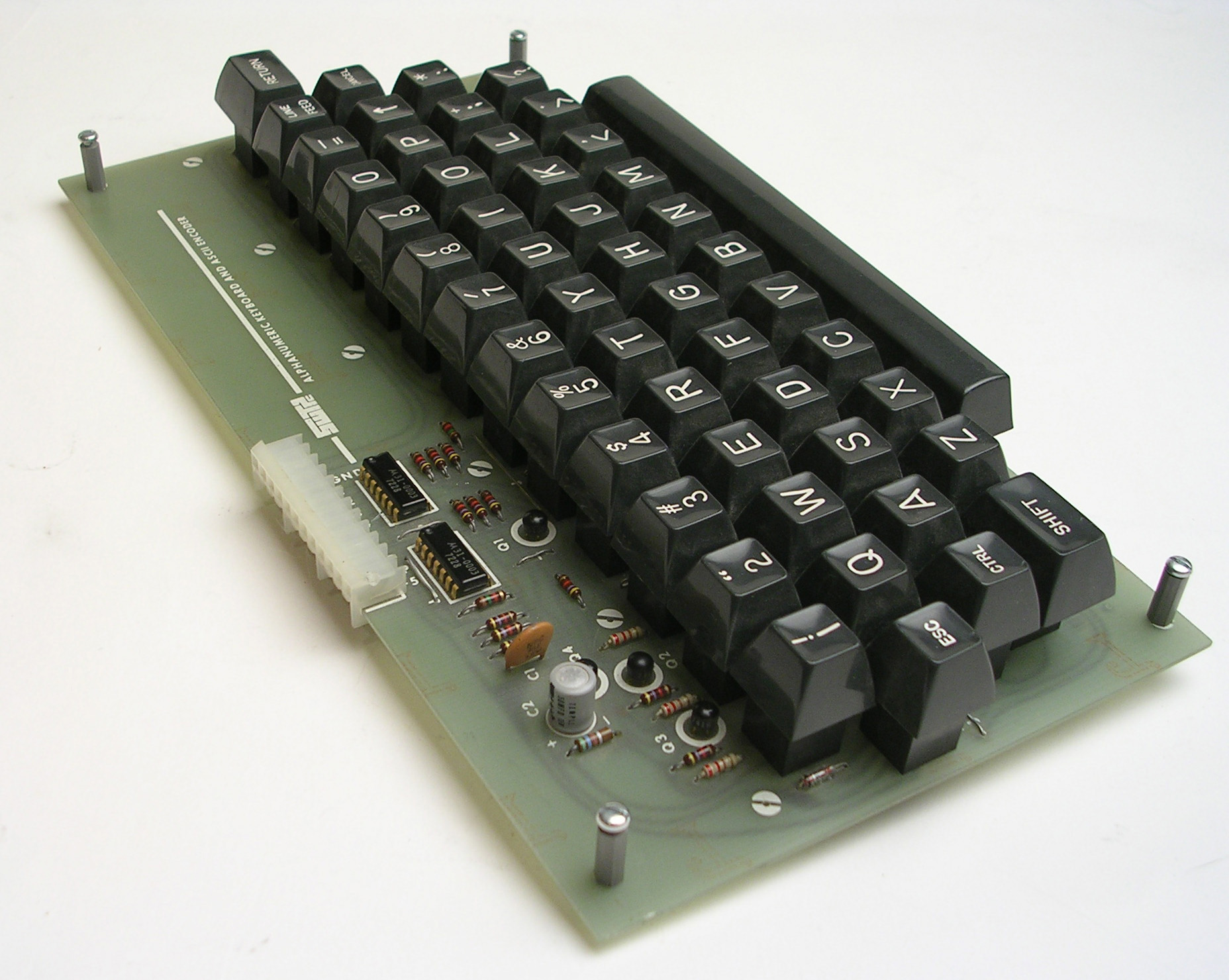
Este teclado fue diseñado por Don Lancaster y se publicó en la edición de abril de 1974 de Popular Electronics. El precio era de tan solo 39 dólares y el kit fue muy popular. Southwest Technical Products vendió el teclado (con modificaciones) durante varios años.

Los teclados, en la actualidad, son fácilmente asequibles, económicos y tienen una interfaz estándar. Pero en 1973, los teclados nuevos solamente estaban disponibles para los fabricantes de computadores y terminales. Los teclados que se producían en exceso estaban disponibles para los aficionados, pero a menudo se producían teclados con códigos diferentes al ASCII, como el código baudot o el EBCDIC. El proyecto y el kit del TV Typewriter no incluían un teclado. La unidad mostrada en la portada de septiembre de la revista muestra un proyecto de teclado que Don Lancaster hizo en la edición de febrero de 1973. Este proyecto implicó la hechura a mano de 55 teclas y la fabricación de los resortes respectivos. La mayoría de los aficionados eligió utilizar un teclado sobrante y lo modificaron para producir señales bajo código ASCII. El prototipo de TV Typewriter de Don Lancaster que ahora está en exhibición en el Computer History Museum tiene un teclado sobrante con un circuito codificador ASCII apareció en la edición de febrero de 1974 de Radio-Electronics. Los planes para este codificador también fueron incluidos en el librito del TV Typewriter.
La revista Popular Electronics de abril de 1974 ofreció un kit completo de teclado diseñado por Don Lancaster y vendido por Southwest Technical Products por $39,50. La primera versión usó circuitos integrados sencillos del tipo RTL para decodificar la matriz de teclas. El diseño pronto fue mejorado para usar un circuito integrado codificador de teclado con características completas.

## El Terminal TVT II - CT-1024

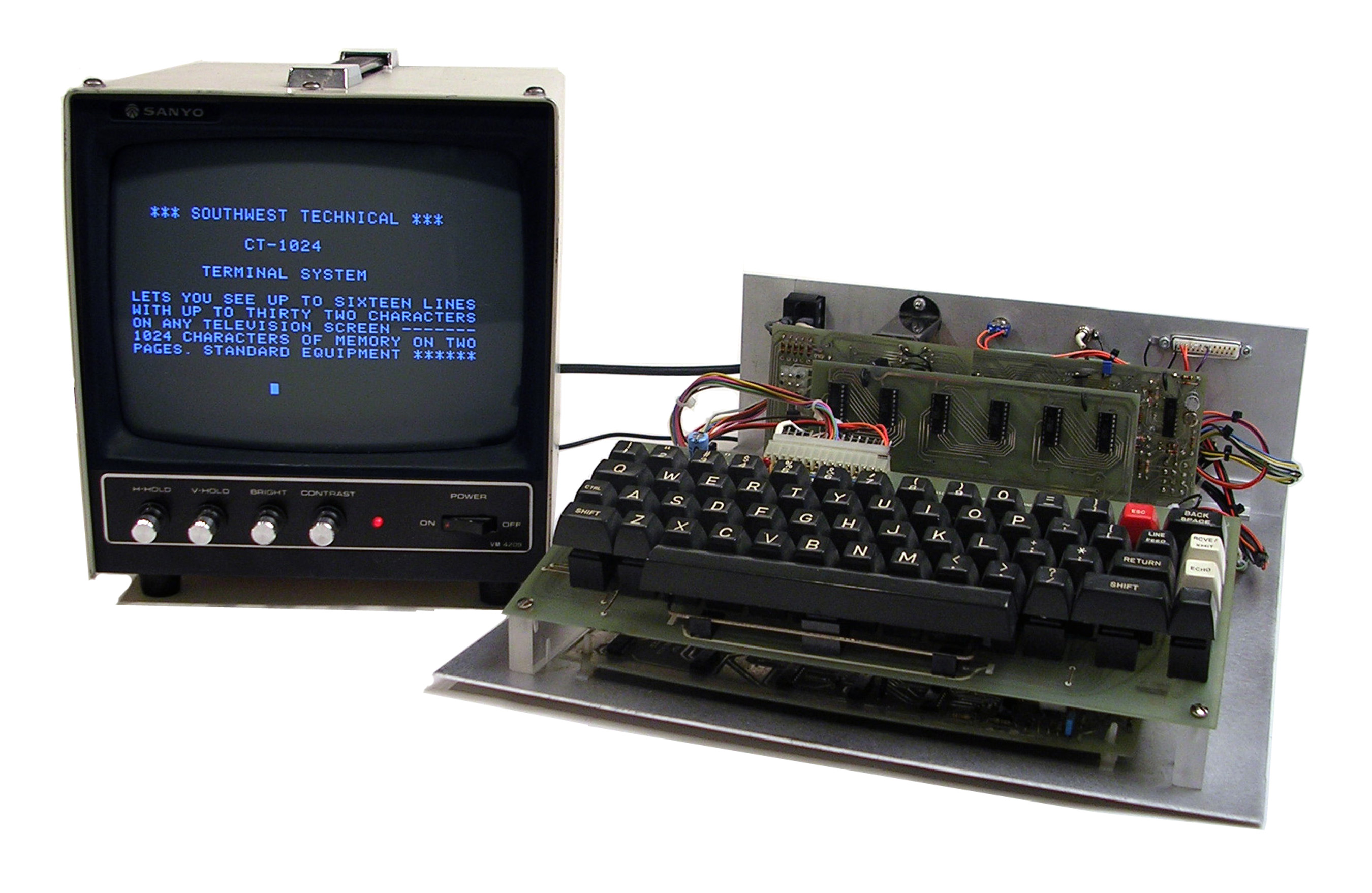
Terminal CT-1024 con un monitor.

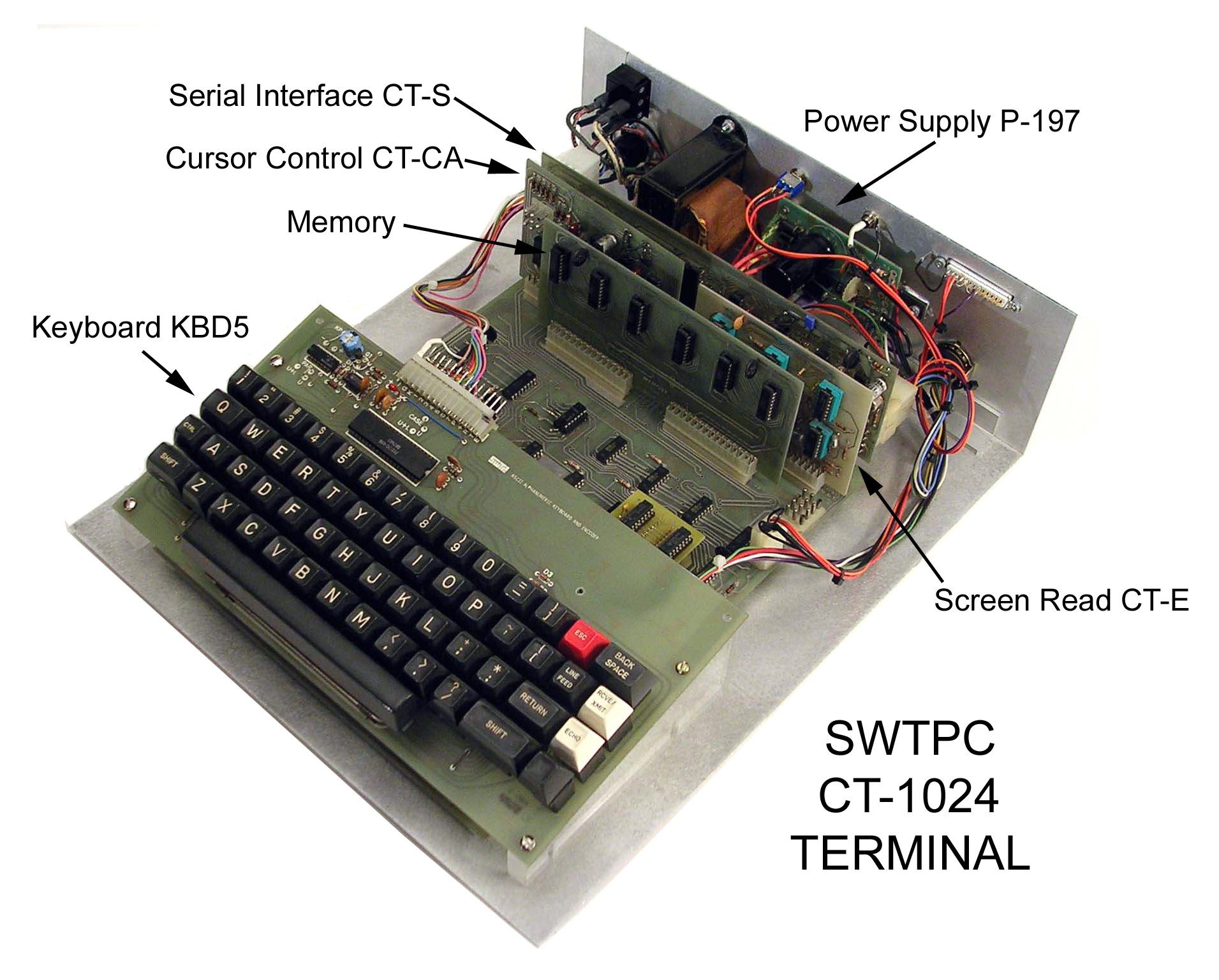
CT-1024 Terminal System.

El diseño original del TV Typewriter era difícil de ensamblar y algunos de los circuitos integrados se estaban sacando de producción, así que Southwest Technical Products decidió rediseñar el kit. El reemplazo fue ofrecido en Radio Electronics como el TV Typewriter II. Esta vez los lectores no tuvieron que solicitar un conjunto de planos, ya que el diseño completo fue publicado en 6 ediciones de la revista comenzando en febrero de 1975.
Para diseñar el TV Typewriter II, Daniel Meyer de Southwest Technical Products, reclutó a Ed Colle, un ingeniero que había trabajado en Datapoint en diseño de terminales. El terminal, designado como CT-1024 exhibía 32 caracteres por 16 líneas sin scrolling o desplazamiento por el texto. Utilizó partes comunes de lógica TTL y memorias RAM estáticas 2102. Las tarjetas presentaban un espaciamiento de partes muy amplio y trazos anchos para hacerlo fácil de ensamblar. Fue ofrecido un conjunto completo de tarjetas opcionales, incluyendo una interfaz serial. El teclado fue basado en el diseño de Don Lancaster. El resto del terminal fue hecho por Ed Colle.
El diseño fue terminado a finales de 1974 y los kits estaban listos para la venta antes de diciembre de 1974. La primera propaganda para el CT-1024 apareció en la edición de enero de 1975 de Popular Electronics en una página cercana al artículo sobre el computador Altair 8800. El CT-1024 fue un dispositivo muy exitoso porque un kit completo con opciones costaba solamente $275. Fue reemplazado en 1977 por el modelo mejorado CT-64 que ofreció scrolling y 64 caracteres por línea en mayúscula y minúscula.